# Гарнер, Фил
Филип Мэйсон Гарнер (англ. Philip Mason Garner, род. 30 апреля 1949 года) — американский профессиональный бейсболист, выступавший в Главной лиге бейсбола за команды «Окленд Атлетикс», «Питтсбург Пайрэтс», «Хьюстон Астрос», «Лос-Анджелес Доджерс» и «Сан-Франциско Джайентс». С 14 июля 2004 года по 27 августа 2007 года работал менеджером клуба «Хьюстон Астрос», который под его руководством в 2005 году вышел в Мировую серию.